# Knjaz Vladimir (ubåt)
Knjaz Vladimir (ryska: АПЛ Князь Владимир: APL Knjaz Vladimir) är en rysk atomdriven ubåt av Borej-klass (Projekt 955). Den är uppkallad efter Vladimir I av Kiev.
Projektet designades av Rubins designbyrå. Chefsdesigner var Sergej Kovalev. 
'Knjaz Vladimir och hennes systerfartyg kommer gradvis att ersätta dom äldre strategiska robotubåtarna av Kalmar- och Akula-klasserna.